# Zoopatologi
Zoopatologi er læren om dyrenes sygdomme.